# 中国发展简报
《中国发展简报》是一份独立的非盈利出版物。主要关注中国国内和国际非政府组织的工作以及中国民间社会的发展动向。1996年英文版创刊，关注包括医疗健康、环境保护、外国援助工作和劳工情况在内的一些社会问题。2001年起，发行中文版，由知识产权出版社出版。2015年，《中国发展简报》季刊更名为《公益发展观察》。2017年3月，所属机构注册为北京益行公益信息交流服务中心。